# Peñón de la Zorra
El Peñón de la Zorra es un poblado de la Edad del Bronce situado al norte de Villena (Alicante), al sur de la sierra del Morrón. Debió de estar poblado desde el Eneolítico final hasta la mitad del 2000 a. C., a juzgar por los materiales recuperados en el propio poblado y las cuevas circundantes.

## El poblado
Situado en la ladera del Morrón, presenta fuertes murallas y viviendas escalonadas, en general, de construcción maciza. En rebuscas superficiales o pequeñas catas de prueba se han hallado molinos de mano y hoces de sílex, percutores de piedras duras, espátulas y punzones de hueso, afiladores y brazales de arquero, un mazo de metalurgia y abundante cerámica, de la que destacan fragmentos con  decoración incisa reticulada de estilo campaniforme. Esta última hace suponer que el poblamiento comenzara durante el Eneolítico final.

## Las cuevas
En una covacha, al pie de los escarpes occidentales, se descubrió un enterramiento individual, cuyo ajuar consistía en fragmentos de un cuenco negruzco y espatulado, una punta de flecha de sílex con aletas incipientes, cuentas en forma de oliva, un gran dentalium y un pequeño arete de plata de 15 milímetros de diámetro y 0,823 gramos de peso.
Otra covacha de enterramiento en la vertiente oriental, con dos inhumaciones, suministró un extraordinario ajuar funerario compuesto por un magnífico puñal triangular de lengüeta, dos puntas de flecha lanceoladas de larga espiga de metal, un collar formado exclusivamente con vértebras de pez, algunos fragmentos cerámicos lisos, negruzcos o rojizos, y un arete de plata de 15 milímetros de diámetro y 0,468 gramos. Este enterramiento debe ser posterior al de la primera covacha, debido a que las puntas de flecha encontradas son de ya de metal. No cabe duda de que las dos covachas de enterramiento están relacionadas con el poblado, aunque los tres yacimientos presenten diferencias.